# Народы Камбоджи

Расселение национальностей в Камбодже в 1972 году

Самой крупной этнической группой в Камбодже являются кхмеры, которые составляют примерно 90% от общей численности населения и в основном населяют низменный субрегион Меконга и центральные равнины. Кхмеры исторически жили недалеко от нижнего течения реки Меконг в непрерывной дуге, начинается на южном плато Корат, где современный Таиланд, Лаос и Камбоджа встречаются на северо-востоке, простираясь на юго-запад через земли, окружающие озеро Тонлесап, до Кардамоновых гор, а затем продолжается обратно на юго-восток до устья реки Меконг на юго-востоке Вьетнама.
Этнические группы в Камбодже, кроме доминирующих в политическом и социальном плане кхмеров, классифицируются как «коренные этнические меньшинства» или «некоренные этнические меньшинства». Коренные этнические меньшинства, более известные как горные кхмеры, составляют большинство в отдаленных горных провинциях Ратанакири, Мондулкири и Стунг-Тренг и в значительном количестве проживают в провинции Кратьэх. Примерно 17-21 отдельная этническая группа, большинство из которых говорит на австроазиатских языках, связанных с кхмерскими, включены в кхмерское обозначение лое, включая народы суай и тампуан. Кхмеры считают, что эти народы являются коренными жителями страны. Две из этих горных групп, эде и зярай, являются чамскими народами, говорящими на австронезийских языках, происходящими от древних чамов. Эти коренные этнические меньшинства не интегрировались в кхмерскую культуру и не следуют своим традиционным анимистическим верованиям.
К некоренным этническим меньшинствам относятся иммигранты и их потомки, которые живут среди кхмеров и приняли, по крайней мере номинально, кхмерскую культуру и язык. Чаще всего в три группы входят китайские камбоджийцы, вьетнамцы и народы чам. Китайцы иммигрировали в Камбоджу из разных регионов Китая на протяжении всей истории Камбоджи, интегрировавшись в камбоджийское общество, и сегодня китайские камбоджийцы или камбоджийцы смешанного китайско-кхмерского происхождения доминируют в бизнес-сообществе, политике и средствах массовой информации. Чамы - потомки беженцев из различных войн исторического королевства Чампа. Чамы живут среди кхмеров на центральных равнинах, но в отличие от кхмеров, которые являются буддистами тхеравады, подавляющее большинство чамов исповедуют ислам.
Есть также небольшое количество других групп меньшинств. Тайские народы в Камбодже включают лаосцев вдоль Меконга на северо-восточной границе, тайцев (городских и сельских) и культурно бирманских кола, которые заметно повлияли на культуру провинции Пайлин. Еще меньшее количество недавних иммигрантов из числа хмонгов проживает вдоль границы с Лаосом, а различные бирманские народы иммигрировали в столицу Пномпень.

## Этнические кхмеры

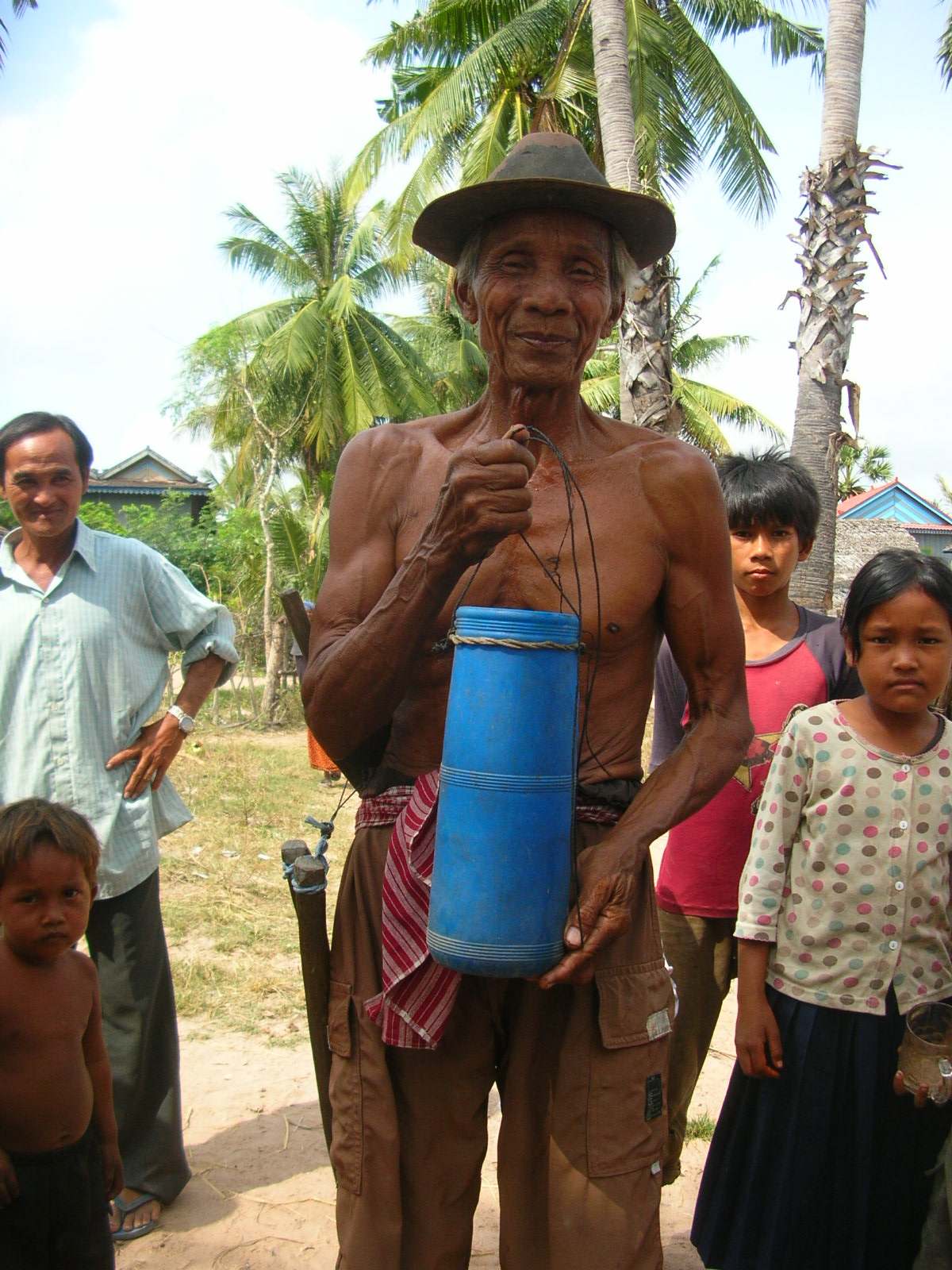
Кхмерские сельские жители в провинции Такео

Кхмеры - одна из древнейших этнических групп в этом районе, просочившиеся в Юго-Восточную Азию примерно в то же время, что и моны. Большинство археологов и лингвистов, а также других специалистов, таких как китаеведы и специалисты по растениеводству, считают, что они прибыли не позднее 2000 г. до н.э. (более четырех тысяч лет назад), принеся с собой земледелие и, в частности, выращивание риса. Они были строителями более поздней кхмерской империи, которая доминировала в Юго-Восточной Азии на протяжении шести веков, начиная с 802 г. н. Э., И теперь составляет основное русло политической, культурной и экономической Камбоджи.
Кхмеры разработали первый алфавит, который все еще используется в Юго-Восточной Азии, который, в свою очередь, дал начало более поздним тайским и лаосским письмам. Большинство археологов и этнологов считают кхмеров коренными жителями прилегающих регионов Исана, самого южного Лаоса, Камбоджи и Южного Вьетнама. Иными словами, кхмеры исторически были народом равнин, который жил недалеко от одного из притоков Меконга.
Кхмеры считают себя одной этнической группой, связанной языком, историей и культурой, но разделенной на три основные подгруппы в зависимости от национального происхождения. Кхмеры Камбоджи говорят на диалекте кхмерского языка. Северные кхмеры (кхмеры сурин) - это этнические кхмеры, земли которых когда-то принадлежали кхмерской империи, но с тех пор стали частью Таиланда. Северные кхмеры также свободно говорят на исанском языке.
Поддерживая тесные отношения с кхмерами Камбоджи, некоторые из них теперь проживают в Камбодже в результате брака. Точно так же кхмеры кром - коренные кхмеры, живущие в регионах бывшей кхмерской империи, которые сейчас являются частью Вьетнама. Свободно владея как своим особенным диалектом кхмерского, так и вьетнамским, многие бежали в Камбоджу в результате преследований и насильственной ассимиляции коммунистическим Вьетнамом.
Все три разновидности кхмерского языка взаимно понятны. В то время как кхмерский язык собственно Камбоджи не является тональным, все окружающие языки, такие как тайский, вьетнамский и лаосский, очень тональны и, таким образом, повлияли на диалекты северных кхмеров и кхмеров кром.

## Вьетнамцы
До гражданской войны в Камбодже вьетнамцы были самым многочисленным этническим меньшинством в Камбодже: около 450 000 человек проживали в провинциях, сосредоточенных на юго-востоке страны, прилегающей к дельте Меконга. Вьетнамские камбоджийцы также жили выше по течению, вдоль берегов Тонлесапа. Однако во время войны вьетнамская община в Камбодже была «полностью уничтожена». По переписи населения 2013 года, говорящие на вьетнамском языке составляли всего 0,42 %, или 61 000, от 14,7 миллиона человек в Камбодже. Большинство из них прибыли в страну в результате послевоенного вьетнамского вторжения и оккупации Камбоджи, в течение которых установленное вьетнамцами правительство Камбоджи (Народная Республика Кампучия) в значительной степени полагалось на Вьетнам в восстановлении своей экономики. . После вывода вьетнамских войск в 1993 году правительство современной Камбоджи поддерживало тесные связи с Вьетнамом, и поддерживаемые Вьетнамом предприятия приезжали в страну, стремясь заработать на новом рынке. В дополнение к этим в основном городским иммигрантам, некоторые сельские жители пересекают границу нелегально, спасаясь от бедных сельских условий в социалистическом однопартийном государстве Вьетнама, надеясь на лучшие возможности в Камбодже.

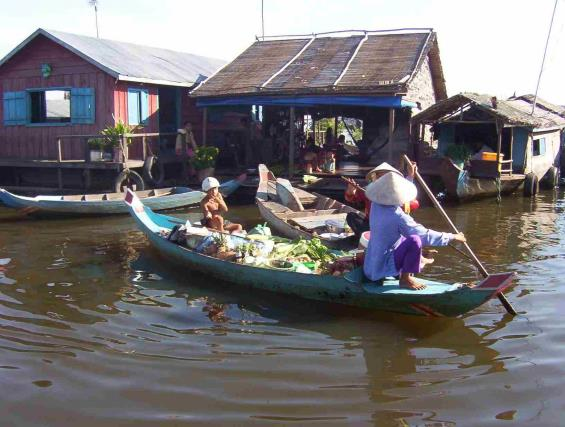
Вьетнамская «плавучая деревня» в провинции Сием Рип (2011)

Хотя вьетнамские языки также входят в австроазиатскую языковую семью, такую как кхмеры, между вьетнамскими народами очень мало культурных связей, потому что ранние кхмеры были частью Великой Индии, а вьетнамские — частью культурной сферы Восточной Азии и переняли китайскую литературную культуру.
Этническую напряженность между ними можно проследить до постангкорского периода (с 16 по 19 века), в течение которого зарождающиеся Вьетнам и Таиланд пытались вассализировать ослабленную постангкорскую Камбоджу и эффективно доминировать над всем Индокитаем. Контроль над Камбоджей в это время, ее самое слабое место, колебался между Таиландом и Вьетнамом. Вьетнам, в отличие от Таиланда, хотел, чтобы Камбоджа перенимала вьетнамские методы управления, одежду и язык. Кхмеры возмущались и сопротивлялись, пока они не были включены в колониальный Французский Индокитай.
В колониальный период французы привлекли вьетнамских посредников для управления местным камбоджийским правительством, что вызвало еще большее недовольство и антивьетнамские настроения, которые сохраняются до сих пор.
Из-за долгой истории двух стран здесь проживает значительное количество камбоджийцев смешанного вьетнамского и кхмерского происхождения. Большинство из этих вьетнамско-камбоджийцев больше не говорят на вьетнамском языке, ассимилировались в кхмерское общество и идентифицируют себя как кхмеры. Они занимались в основном аквакультурой в дельте Меконга на юго-востоке.

## Китайцы
Китайские камбоджийцы составляют примерно 1% населения. Большинство китайцев происходят от поселенцев 19–20 веков, которые приехали сюда в поисках возможностей торговли и коммерции во времена французского протектората. Волны китайской миграции были зарегистрированы еще в двенадцатом веке во времена Кхмерской империи. Большинство из них - горожане, занимающиеся преимущественно торговлей.
Китайцы в Камбодже принадлежат к пяти основным языковым группам, самая крупная из которых - теочиу, составляющие около 60%, за ними следуют кантонцы (20%), хоккиен (7%), хакка и хайнаньцы (по 4% каждая).
Смешанные браки между китайцами и кхмерами были обычным явлением, и в этом случае они часто ассимилировались в основное кхмерское общество, сохраняя немного китайских обычаев. Большая часть китайского населения сократилась при Пол Поте во время гражданской войны в Камбодже. Китайцы не были конкретными целями истребления, но подверглись такому же жестокому обращению, как и этнические кхмеры в тот период.

## Тайцы
Тайские народы, присутствующие в Камбодже, включают тайцев, лаосцев, тайфуан, ньяу, шань и кола (кхмерский: កុឡា, также известный под тайским обозначением «кула» и, исторически, под бирманским именем «тонгсу») . Говорящие на тайском языке в Камбодже составляют менее 0,01% населения. Этническое население Таиланда насчитывало десятки тысяч до гражданской войны в Камбодже, но в 1975 году более пяти тысяч бежали через границу в Таиланд, в то время как еще 35 тысяч были систематически эвакуированы из провинции Кохконг, и многие были убиты как шпионы. В наше время тайцы в основном проживают в столице Пномпене, в основном в семьях либо дипломатических миссий, либо представителей тайских компаний, ведущих бизнес в Камбодже. Северо-западные провинции были административно частью Таиланда на протяжении большей части периода с падения Ангкора в 1431 году до французского протектората 20 века. Потомки тайцев и многие люди кхмеро-тайского происхождения проживают в этих провинциях, но в основном ассимилировались с кхмерской культурой и языком и неотличимы от своих собратьев кхмерских сельских жителей.
Лаосский народ проживает на крайнем северо-востоке страны, населяя деревни, разбросанные среди горных племен и вдоль реки Меконг и ее притоков в горных районах недалеко от границы с Лаосом. Исторически часть Фунана, а затем и сердце доангкорийского кхмерского королевства Ченла, регион, в настоящее время охватываемый Стунг Тренг, Ратанакири, и части провинций Преа Вихеар, Кратьэ и Мондулкири, были практически оставлены кхмерами в средний период как кхмеры. Империя пришла в упадок, и население двинулось на юг на более стратегические и оборонительные позиции. Область подпадала под власть лаосского королевства Лан Ксанг в 14 веке и оставалась частью последовательных лаосских королевств до тех пор, пока в 1904 году, во время периода французского Индокитая, регион не был возвращен администрации Камбоджи. Следовательно, несмотря на относительно недавнюю иммиграцию кхмеров обратно в этот район, по состоянию на 2010 г. этнические лаосы составляли более половины населения Стунг-Тренга, значительное число (до 10%) в Ратанакири и небольших общинах в Преах Вихеар и Мондулкири. Лаосцы составляют 0,17% населения Камбоджи, но многие камбоджийцы лаосского происхождения все больше становятся кхмеризцами. Лао, родившиеся в Камбодже, в соответствии с политикой правительства считаются кхмерами. У камбоджийского лаоса практически нет политической организации или представительства, поэтому многие не решаются идентифицировать себя как лаосский из-за опасений, связанных с историческими преследованиями.
Мало что известно о точном происхождении колского народа, который до гражданской войны составлял значительное меньшинство в провинции Пайлин, где заметно повлияли на местную культуру. У них было очень мало собственных письменных записей, но они, похоже, возникли как объединение торговцев Шан и Дай (в частности, Тай Лю и Тай Нуа), которые начали мигрировать на юг от восточной границы Бирмы и Китая в 1800-х годах. Когда они путешествовали по Бирме и Северному Таиланду в этот неспокойный период, к ним присоединились представители мон, па'О и различных других бирманских групп, в основном из Моулмейна. Кола пребывали в Исане (северо-восток Таиланда) в поисках более благоприятных торговых условий до тех пор, пока Договор Боуринга 1856 года не гарантировал их права как британских подданных (происходящих из территории, которая впоследствии стала Британской Бирмой) в Таиланде. К концу 1800-х годов колы селились в горах провинции Чантабури и соседнего Пайлина, который тогда все еще находился под властью Таиланда, работая шахтерами. Успех Колы в Пайлине стимулировал дальнейшую иммиграцию шанов непосредственно из Бирмы, которые затем присоединились к кольской общине. Кольский язык, являющийся креольским, основанный на шанском и дайском языках и включающий слова из ланна, бирманского и каренского языков, оказал влияние на местный кхмерский диалект в Пайлине как по тону, так и по произношению. Их бирманское влияние также проявляется в местном стиле одежды, включая зонтики, которые носят женщины, а также в местной кухне и пагодах в бирманском стиле. Кола в Пайлине исторически были активными в прибыльном бизнесе по торговле драгоценными камнями и были самой процветающей этнической группой в регионе до войны. Когда красные кхмеры, официальная политика которых заключалась в преследовании всех некхмерских этнических групп, взяли под свой контроль Пайлин, кола бежали через границу в Таиланд. После распада и сдачи «красных кхмеров» в 1990-е годы многие жители Колы вернулись в Пайлин, хотя и предпочитают оставаться в тени, но большинство из них больше не идентифицируют себя как Кола.
На северо-западе страны около 5000 тайфуан живут в своих деревнях в районе Монгкол Борей провинции Бантеймеанчей. Пхуан в Камбодже - потомки пленных, посланных в Баттамбанг в качестве рабочих Сиамом во время правления Рамы III (1824–1851 гг.), Когда Сиам правил большей частью Лаоса и Камбоджи. По состоянию на 2012 год они проживали в десяти деревнях и все еще говорили на языке фуан, который тесно связан с лаосским и тайским языком. Диалект народа фуан в Камбодже больше всего напоминает диалект фуан, на котором говорят в Таиланде.
Примерно 10 000 лао-ньо, также известного как Йор, также живут в провинции Бантеймеанчей. Хотя они называют себя «ньо» (произносится / ɲɑː /), они говорят на диалекте лаосского языка и отличаются от народа ньяу из Северного Исана и Лаоса. Их деревни сосредоточены в районе Оу Чров недалеко от границы с Таиландом. Их так много в провинции, что многие этнические кхмеры могут говорить на ньо. Присутствие нио и особенности их языка в западной Камбодже считается аномальным явлением и еще не объяснено учеными.

## Тямы

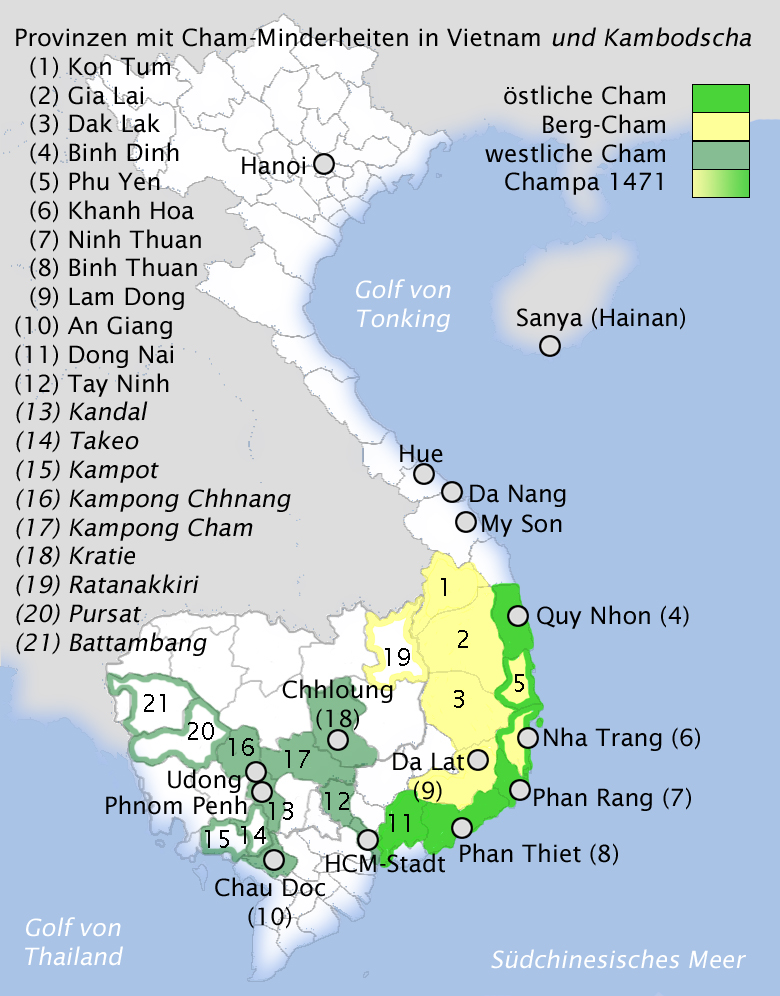
Размещение тямов в Юго-Восточной Азии в 1970 году

Тямы - потомки морских австронезийцев с островов Юго-Восточной Азии, которые 2000 лет назад начали селиться вдоль центрального побережья современного Вьетнама и к 200 году н.э. начали строить различные государства, которые стали королевство Чампа, которое в период с восьмого по десятый века контролировало большую часть того, что сегодня является югом Вьетнама, и оказывало влияние на север вплоть до современного Лаоса. Первоначально прибрежное морское королевство, Чампа было современником и соперником кхмерской империи Ангкор. В течение девятого-пятнадцатого веков отношения между Чампа и кхмерами варьировались от союзников до врагов. Во время дружеских периодов между двумя индианизированными королевствами существовали тесные контакты и торговля, а также браки между соответствующими королевскими семьями. Во время войны многие чамы были доставлены в кхмерские земли в качестве пленников и рабов. Чампа был завоеван Дай Вьет (Вьетнам) в конце 15 века, и большая часть его территории была аннексирована, а тысячи чамов были порабощены или казнены. Это привело к массовому переселению чамов. Король чамов бежал в Камбоджу с тысячами своих людей, в то время как другие бежали на лодке в Хайнань (Утсулы) и Ачех (народ Ачеха). Эти миграции продолжались в течение следующих 400 лет, пока вьетнамцы медленно разрушали остатки Чампы, пока последний остаток королевства не был аннексирован Вьетнамом в конце 19 века.
Чамы в Камбодже насчитывают примерно четверть миллиона и часто содержат отдельные деревни, хотя во многих районах они живут вместе с этническими кхмерами. Исторически чам были сосредоточены на юго-востоке страны, где они дали свое имя провинции Кампонгтям, которая до реструктуризации провинции в 2013 году простиралась до вьетнамской границы и была второй по численности населения провинцией Камбоджи. Многие кхмеры считают, что чам, в первую очередь рыбаки или фермеры, особенно искусны в определенных духовных практиках, и иногда их ищут для лечения или нанесения татуировок. Люди чам в Камбодже носят отличительную одежду и говорят на западном языке чам, который из-за многовековых расхождений больше не является взаимно понятным с восточным языком чам, на котором говорит чам в соседнем Вьетнаме. Камбоджийский чам исторически был написан на индийском алфавите чам, но он больше не используется, будучи замененным письменностью на арабской основе.

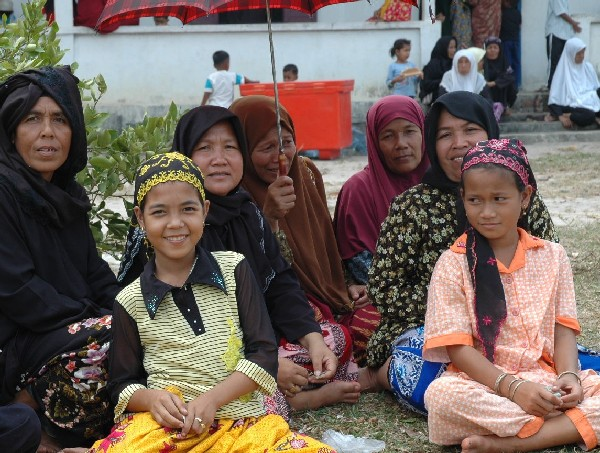
Чамские мусульмане в Камбодже

В то время как тямы во Вьетнаме по-прежнему следуют традиционному шиваитскому индуизму, большинство (примерно 90%) тямов в Камбодже якобы являются последователями ислама суннитского толка. Взаимодействие между мусульманами и индуистами часто является табу. Смешанные браки между кхмерами и тямами существовали на протяжении сотен лет. Некоторые ассимилировались в основное кхмерское общество и исповедуют буддизм. Чамы были одной из этнических групп, отмеченных как объекты преследования при правлении красных кхмеров в Камбодже. Само их существование было объявлено незаконным. Деревни тямов были разрушены, а люди были либо вынуждены ассимилироваться, либо казнены без суда и следствия. По оценкам Чамов, убитых с 1975 по 1979 год, достигло 90 000 человек, включая 92 из 113 имамов страны.

## Горные кхмеры
Коренные этнические группы гор известны под общим названием монтаньяры или кхмерские лое, что означает «высокогорные кхмеры». Они происходят от неолитических миграций носителей мон-кхмеров через южный Китай и носителей австронезийского языка из островной Юго-Восточной Азии. Находясь изолированно в высокогорье, различные кхмерские группы лое не были индианизированы, как их кхмерские кузены, и, следовательно, культурно далеки от современных кхмеров и часто друг от друга, соблюдая многие доиндийские обычаи и верования. Большинство из них являются матрилинными, прослеживая родословную по материнской, а не отцовской родословной. Они выращивают рис и живут в племенных деревнях.
Исторически сложилось так, что по мере развития кхмерской империи они были вынуждены искать безопасности и независимости в высокогорьях или становиться рабами и рабочими для империи. Чжоу Дагуань заметил, что кхмеры захватили горные племена и сделали их рабочими, назвав их чуангами или кастой рабов. Tchouang, от слова «груша» juang, означает «люди». В настоящее время они составляют большинство в малонаселенных провинциях Ратанакири, Стунг-Тренг и Мондулкири.
Их языки принадлежат к двум группам: мон-кхмерской и австронезийской. Мон-кхмеры - это Самре, Пнонг, Стиенг, Куй, Креунг и Тампуан. Австронезийцы - это Рейд и Джараи. Когда-то считавшиеся смешанной группой, австронезийцы испытали сильное влияние племен мон-кхмеров.

## Французские колонизаторы и постконфликтные прибытия
До гражданской войны в Камбодже, которая длилась с 1970 года до победы красных кхмеров 17 апреля 1975 года, в стране проживало около 30 000 колонизаторов, или французских граждан. После начала гражданской войны большинство уехавших вернуться во Францию или жить в Соединенных Штатах. Камбоджа находилась под властью французов почти столетие до обретения независимости в 1953 году, и французский язык и культура по-прежнему занимают престижное положение среди кхмерской элиты.
После того, как красные кхмеры потерпели поражение от вьетнамцев в 1979 году, они отступили обратно к тайской границе на западе страны, изгнав вьетнамские войска. Затем Вьетнам оккупировал Камбоджу на следующие десять лет. В это время Камбоджа была изолирована от западного мира, однако посетители из государств, связанных с советским блоком, проникали в страну (хотя и в небольшом количестве).
Сегодня в постконфликтной Камбодже можно встретить множество других этнических групп, особенно в Пномпене, в статистически значимых количествах. После того, как Организация Объединенных Наций помогла восстановить монархию в начале 1990-х годов, число жителей Запада (которых кхмеры называли Барангом), живущих в стране, выросло до десятков тысяч. А из-за дальнейшего экономического бума 21-го века (экономический рост Камбоджи в среднем за десятилетие после 2001 г. составил более 7%) эти цифры только увеличились.
Только в столице Пномпене количество иностранных рабочих со всего мира, вероятно, составляет около 150 000 человек. Эти дипломаты, инвесторы, археологи, юристы, художники, предприниматели и сотрудники НПО включают значительное число европейцев, американцев и австралийцев, а также выходцев из соседних государств Юго-Восточной Азии, корейцев, японцев, китайцев и русских, а также меньшее количество африканцев. .
После окончания войны и изгнания красных кхмеров правительство Хун Сена сделало шаги к народу чам, и теперь многие чамы служат в правительстве или на других официальных должностях. Однако, несмотря на умеренную малайскую форму ислама, традиционно исповедуемую чамами, община чам недавно обратилась к Ближнему Востоку за финансированием строительства мечетей и религиозных школ, что привело к тому, что имамы из Саудовской Аравии и Кувейта преподают фундаменталистские интерпретации, включая Да «Вах Таблиг и ваххабизм». Эти недавно введенные формы ислама также повлияли на одежду чамов; Многие чамы отказываются от своей традиционной формальной одежды в пользу более ближневосточной или южноазиатской одежды.